# Diamant de Semilly
Diamant de Semilly est un étalon Selle français né en 1991 à Couvains dans les environs de Saint-Lô. Il a été notamment monté par Éric Levallois et appartient à sa famille. Diamant de Semilly est sacré meilleur étalon du monde en 2016. Il est mort le 15 février 2022, à l'âge de 31 ans.

## Histoire
Diamant de Sémilly naît en Normandie. Sa mère, Venise de Cresles, meurt peu après la naissance de son unique poulain. Devenu orphelin, Diamant est confié contre bons soins par Jules Mesnildrey à la famille Levallois, qui l'élève au biberon dans le haras de Couvains. Le jeune étalon est ensuite déplacé à Beaufour-Druval.
Diamant est opéré trois fois pour coliques.

## Description
C'est un grand cheval doté d'un dos fort, puissant, avec de l'équilibre, qualités nécessaires à la pratique du saut d'obstacles. Il possède un fort tempérament mais celui-ci ne se manifeste qu'à pied.
En raison de sa sensibilité aux coliques, son box n'a pas de litière, mais est pavé de dalles de caoutchouc.

## Palmarès
Il atteint un ISO (Indice de saut d'obstacles) de 184.
- Champion de France 1re catégorie critérium 1999
- Champion du Monde par équipe 2002
- Champion de France 2002
- Vice-Champion d’Europe par équipe 2003

## Origines
Son père, Le Tot de Sémilly, est un performer reconnu en saut d'obstacles.

## Carrière de reproduction
Diamant de Semilly a énormément de descendants, par ailleurs très recherchés. En 2015, il se classe numéro 1 mondial des étalons de saut d'obstacles selon le classement WBFSH, en 2016 également,. Parmi ses meilleurs fils et filles figurent Don VHP Z, Erenice Horta, Extra Van Essene, Kalaska de Semilly, Nectar des Forêts, Quickly de Kreisker, Saphir du Talus, Emerald van't Ruytershof et Quasar du Tonnerre.
Diamant est le père de Open Up Semilly, monté par Florian Angot.
Visualiser la lignée de Diamant de Semilly sous forme de graphe